# Борова манатарка
Борова манатарка (Boletus pinophilus) е вид базидиомицетна гъба от рода манатарка (Boletus), срещана в цяла Европа. В продължение на много години боровата манатарка се е считал за подвид или форма на porcini mushroom B. edulis. През 2008 г. боровата манатарка в западна Северна Америка е прекласифициран като нов вид – Boletus rex-veris.

## Наименование
Името на боровата манатарка идва от местообитанието ѝ – боровите гори. Латинското име Boletus pinophilus гъбата получава през 1973 г., описано от чешките миколози Алберт Пилат и Аурел Дермек. Нейният специфичен епитет е смесица от латинското pinus („бор“), и древногръцкото philus („любящ“).
Boletus pinicola е синоним, който впоследствие става невалиден.
Известна е като:
- pine bolete[5] и pinewood king bolete[6] (английски)
- cèpe des pins (френски)
- kiefern-steinpilz (немски)
- белый гриб сосновый (руски)

## Двойници
Боровата манатарка често се припознава с обикновената манатарка (Boletus edulis), което се среща в същите условия и то по-често. При нея шапката е светлокафява, с белезникава периферия. Другите подобни видове манатарки са Дъбова манатарка (Boletus reticulatus) и Бронзова манатарка (Boletus aereus). Те се срещат в по-ниските широколистни гори, предимно с дъб, бук и кестен.

## Описание

### Шапка
Отначало полукълбовидна, после се изправя до плоска. Винено-кафява, по-късно червено-кафява. При младите гъби покрита с бял налеп (пруина), който изчезва при по-развитите гъби. Повърхността е матова и неравна. Обикновено расте до 20 cm, но някои екземпляри достигат и повече.

### Тръбички
При младите гъби са бели, после постепенно пожълтяват. Порите са ситни, оцветени като тръбичките.

### Пънче
Отначало кълбовидно. После бухалковидно със значително по-широка основа. Белезникаво, с оранжево-червен оттенък, но с кафеникави участъци или изцяло кафеникаво. Покрито с белезникава мрежа. Както при другите манатарки, размерът на плододаващото тяло е променлив.

### Месо
Бяло и плътно и не променя цвета си. Под кожицата на шапката може да се открие червеникава ивица. С приятен вкус и без особена миризма.

## Разпространение и местообитание
Гъбата расте предимно в иглолистни гори, образувайки симбиотични ектомикоризални асоциации с живи дървета бор (Pinus), смърч (Picea abies) и ела (Abies), но рядко и в гори от бук (Fagus), като обвива подземните корени на дървото с обвивки от гъбична тъкан. Предпочита по-студените условия във високите планински гори и не се среща често. Гъбата произвежда спороносни плодови тела над земята през лятото и есента – в периода май-ноември. Големите ядливи плодовити тела, известни като гъби, се появяват под боровете, обикновено през лятото и есента.

## Приложение
Борова манатарка е ядлива за консумация и може да се консервира и готви.